# Nikolay Anatolyevich Nikiforov

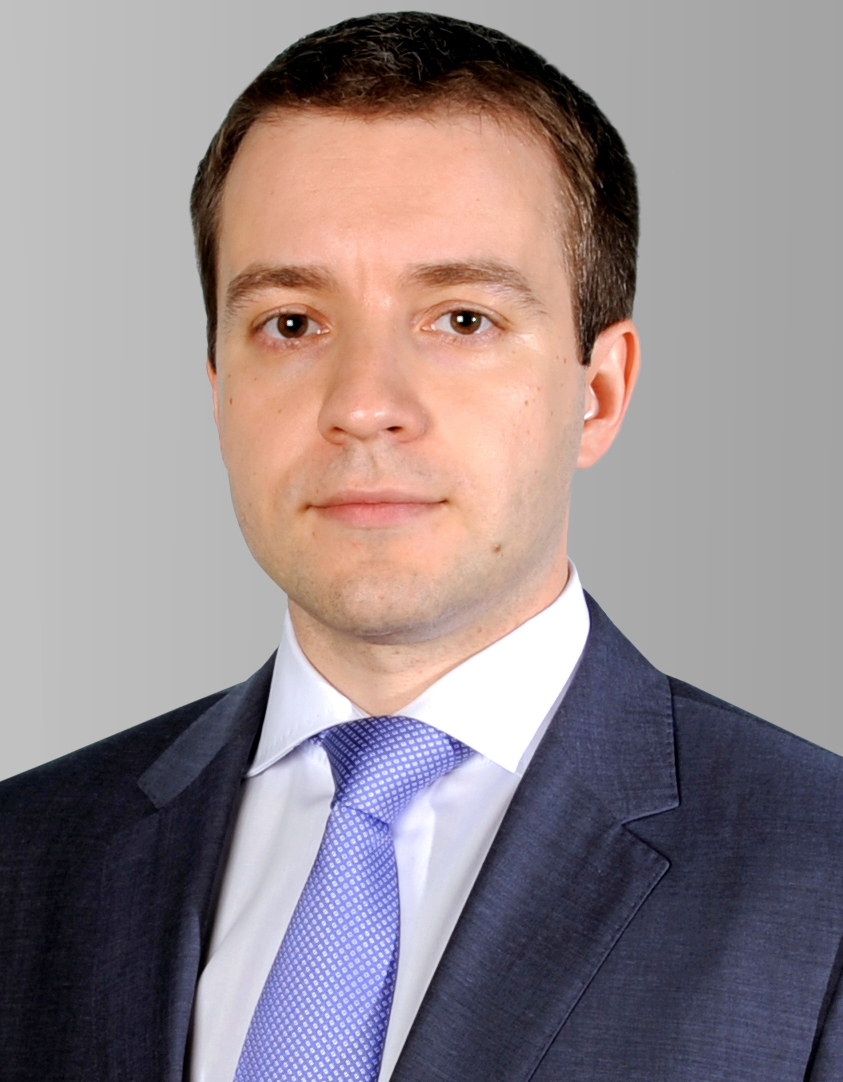
Nikolai Nikiforov, 2012

Nikolai Nikiforov (tiếng Nga: Николай Анатольевич Никифоров; sinh ngày 22 tháng 6 năm 1982 tại Kazan) là một chính trị gia người Nga, người giữ chức Bộ trưởng Bộ Viễn thông trong nội các của Chính phủ Nga nhiệm kỳ 2012-2016. Nikolai Nikiforov đã trở thành thành viên trẻ tuổi nhất trong chính phủ của Thủ tướng Nga Dmitry Medvedev.

## Sự nghiệp
Sự nghiệp của Nikolai Nikiforov đã bắt đầu từ thủ đô Kazan của Cộng hòa Tatarstan. Năm 2001, vào lúc còn 19 tuổi ông này trở thành phó giám đốc Công ty Kazan Portal. Đến tháng 4 năm 2010, ông ta lại được bổ nhiệm làm phó thủ tướng và bộ trưởng công nghệ thông tin và truyền thông Tatarstan.
Từ tháng 8 năm 2005, Nikiforov trở thành cố vấn thủ tướng Tatarstan về công nghệ thông tin. Từ giai đoạn năm 2006 đến năm 2010, ông ấy lãnh đạo Trung tâm Công nghệ thông tin Tatarstan. Trên cương vị của mình Nikiforov đã xây dựng kế hoạch và triển khai thành công dự án chính phủ điện tử và dự án các công viên viễn thông tại khu vực Volga.